# Ak Ana
Ak Ana, la "Madre Blanca", es la deidad primordial creadora de los Pueblos túrquicos; siendo la diosa creadora de los Khanty y Mansi, pueblos de Siberia. También se la conoce como la diosa del agua. Era la consorte e hija de Kayra Han.
De acuerdo a sus mitos, el agua había sido creada antes que la Tierra, por lo que se creía que era la hermana mayor de la Tierra. El origen de la Tierra emanó de las aguas primordiales. En las antiguas creencias turcas, Tengri (Dios) Kaira Khan es un ganso blanco puro que vuela constantemente sobre una extensión infinita de agua (tiempo). Pero antes de que Ak-Ana aparezca para instar a Kaira Khan a crear, experimenta una perturbación de su calma. Desde el fondo del agua, un "pato sagrado" Lura levantó la arena, la arcilla y el limo, a partir de los cuales se creó la Tierra. El agua era el estado inicial de todo lo que existe. El agua dio lugar de manera uniforme a elementos extraños y hostiles. Era el poseedor de los espíritus y la entrada al otro reino. La vida, la fertilidad y la productividad de la tierra dependían del Ak Ana.